# Ідріс Асанін
Ідріс Асанін (крим. İdris Asan oğlu Asanin; Асанін Ідріс Асанович; псевдонім Джамджи; 12 жовтня 1927, с. Нижня Фоті-Сала — 6 серпня 2007, м. Бахчисарай, АР Крим) — кримськотатарський письменник, поет, публіцист, громадський діяч, учасник кримськотатарського національного руху. Жертва сталінських репресій. Єдиний репресований за свою творчість кримськотатарський письменник, в'язень ГУЛАГу, який залишився живим. Член Національної спілки письменників України (1999).

## Життєпис
Народився 12 жовтня 1927 р. в с. Нижня Фоті-Сала, (нині с. Нижня Голубинка Бахчисарайського району) в багатодітній родині.
Середню освіту здобув у школі в рідному селі та школі сільської татарської молоді в с. Коккоз.
18 травня 1944 р. всю родину було депортовано до Самаркандської області Узбекистану, де від малярії загинули батьки, брати й сестри. Ідріс Асанін залишився удвох із молодшою сестрою.
1948 року вступив на заочне відділення історичного факультету Самаркандського педагогічного інституту. На другому курсі був заарештований через вірші і повість, у яких віддзеркалив трагедію депортації кримських татар. Вирок суду — 25 років таборів. Після смерті Сталіна справу переглянули і термін ув'язнення скоротили до 10 років. 1956 р. вийшов на волю.
Повернувся в Узбекистан, закінчив навчання в педінституті (1962). Працював на будівельних підприємствах у м. Самарканд. Протягом 1965—1970 заочно навчався на інженерно-будівельному факультеті Ташкентського політехнічного інституту (нині Національний університет Узбекистану імені М. Улугбека).
1988 р. повернувся до Криму, оселився в Бахчисараї. Продовжив творчу роботу. 1991 р. обраний делегатом II Курултаю кримськотатарського народу. Став ініціатором створення товариства з вивчення та збереження археологічних, історико-архітектурних пам'яток Криму та мусульманських святинь «Азізлер» («Святині»).
Помер 7 серпня 2007 р. в Бахчисараї.
Відповідно до заповіту І. Асаніна його дружина Лемара Сейфуллаєва передала архів письменника Кримськотатарській бібліотеці імені Ісмаїла Гаспринського (м. Сімферополь).

## Творчість
Ідріс Асанін — автор численних віршів, поем, нарисів, повістей, історичних та літературних статей. Писав кримськотатарською мовою.
У своїх творах зображував трагічну долю кримськотатарського народу у депортації, його страждання, прагнення повернутися на історичну Батьківщину.
Більшість віршів та оповідань митця були вилучені під час обшуків. Тільки 1997 р. вийшла перша за 50 років творчості збірка «Бір авуч топрак» («Жменька землі»).
Підготував багатотомне видання «Адалет куреші сафларинда» («У лавах боротьби за справедливість», 2002, 2005, 2006) про найвідоміших учасників кримськотатарського національного руху. 4-й том за дорученням І. Асаніна після його смерті видала журналістка Зера Бекірова.

## Нагороди
- Орден «За заслуги» 3-го ступеня (2005).
- Нагрудний знак «За заслуги перед кримськотатарським народом» (2017).